# Gastone Canziani
Gastone Canziani (Trieste, 6 luglio 1904 – Palermo, 4 giugno 1986) è stato un neuropsichiatra e psicologo italiano.

## Biografia
Terzogenito di Luigi, un commerciante di caffè, e di Carla Baucer, ebbe due sorelle maggiori di nome Cornelia e Romilda. Fuggito di casa nel 1919 per arruolarsi nella legione "Fiumana" comandata da Gabriele D'Annunzio nel quadro dell'impresa di Fiume, nell'estate del 1920 ottenne la licenza ginnasiale a Fiume e alla fine dello stesso anno rientrò nella sua città natale per conseguire la maturità classica. Negli anni venti, che per Canziani coincisero con gli anni universitari, prese parte all'Unione goliardica per la libertà insieme a Bruno Pincherle. Dopo essersi iscritto alla Facoltà di medicina dell'Università degli Studi di Torino, dove frequentò sia la clinica psichiatrica sia quella neurologica dirette entrambe da Ernesto Lugaro, si laureò nel 1929, ottenendo nello stesso anno l'abilitazione alla professione di medico-chirurgo.
Nel 1930 divenne assistente presso l'ospedale civile di Gorizia e, nel luglio dello stesso anno, venne trasferito all'ospedale psichiatrico di Milano in Mombello. Nel 1931, dopo aver vinto un concorso, ottenne il posto di medico di sezione all'ospedale psichiatrico di Cuneo in Racconigi. Nel 1932 Alfredo Coppola venne nominato professore presso l'Università degli Studi di Messina e riuscì a convincere Canziani a seguirlo come aiuto, incarico che quest'ultimo mantenne fino al 1934. Nei primi anni trenta, tuttavia, Canziani riscontrò serie difficoltà economiche per via della sua fede socialista e della sua riluttanza a iscriversi al Partito Nazionale Fascista; nonostante l'idea di trasferirsi in Spagna da Santiago Ramón y Cajal, fu convinto da Lugaro a iscriversi, ottenendo in questo modo l'abilitazione alla libera docenza nel 1935. Dopo aver vinto nello stesso anno una borsa di studio, si stabilì presso la clinica psichiatrica e neurologica dell'Università Carolina. Nel giugno 1936 assunse il ruolo di aiuto di Coppola alla clinica delle malattie nervose e mentali di Palermo.
Nel 1938 la Facoltà di lettere e filosofia e quella di medicina dell'Università degli Studi di Palermo gli affidarono la cattedra di psicologia sperimentale. Dopo la caduta del fascismo, il governo militare alleato gli propose una cattedra, che Canziani non accettò in quanto non intendeva far carriera per meriti politici. Nel 1949 venne nominato professore di psicologia generale alla Facoltà di lettere e filosofia dell'Università di Palermo. Nel 1956 Canziani fondò la Rassegna di psicologia generale e clinica, rivista scientifica che si occupava perlopiù di psicologia clinica. Si ritirò dalla vita accademica nel novembre del 1979.
Canziani, che fu il primo psichiatra italiano di indirizzo adleriano, creò "alla periferia dell'impero", ovvero all'Università di Palermo, il terzo corso di laurea di psicologia in Italia.

## Opere
- Gastone Canziani, A Fiume con D'Annunzio: lettere 1919-1920, a cura di Paolo Cavassini, Ravenna, Angelo Longo Editore, 2008, ISBN 9788880635826.